# Paradisaea
Genre
Paradisaea est un genre de passereau appartenant à la famille des Paradisaeidae. Ils possèdent comme les autres paradisiers un important dimorphisme sexuel et un plumage spectaculaire.
Ces oiseaux sont répandues à travers la Nouvelle-Guinée. L’espèce habite une gamme de types de forêts allant du niveau de la mer aux forêts de moyenne montagne. Plusieurs espèces ont des répartitions très restreintes et toutes les espèces ont des répartitions disjointes.
Une étude de 2009 examinant l' ADN mitochondrial de la famille a révélé que les oiseaux de paradis Paradisaea appartenaient à un clade avec le genre Cicinnurus . Cela a montré que l’oiseau de paradis bleu était un taxon frère de toutes les autres espèces de ce genre.

## Liste des espèces
D'après la classification de référence du Congrès ornithologique international (ordre phylogénique) :
- Paradisier grand-émeraude — Paradisaea apoda Linnaeus, 1758
- Paradisier de Raggi — Paradisaea raggiana P.L. Sclater, 1873
- Paradisier petit-émeraude — Paradisaea minor Shaw, 1809
- Paradisier de Goldie — Paradisaea decora Salvin & Godman, 1883
- Paradisier rouge — Paradisaea rubra Daudin, 1800
- Paradisier de Guillaume — Paradisaea guilielmi Cabanis, 1888